# Steve Ferrone

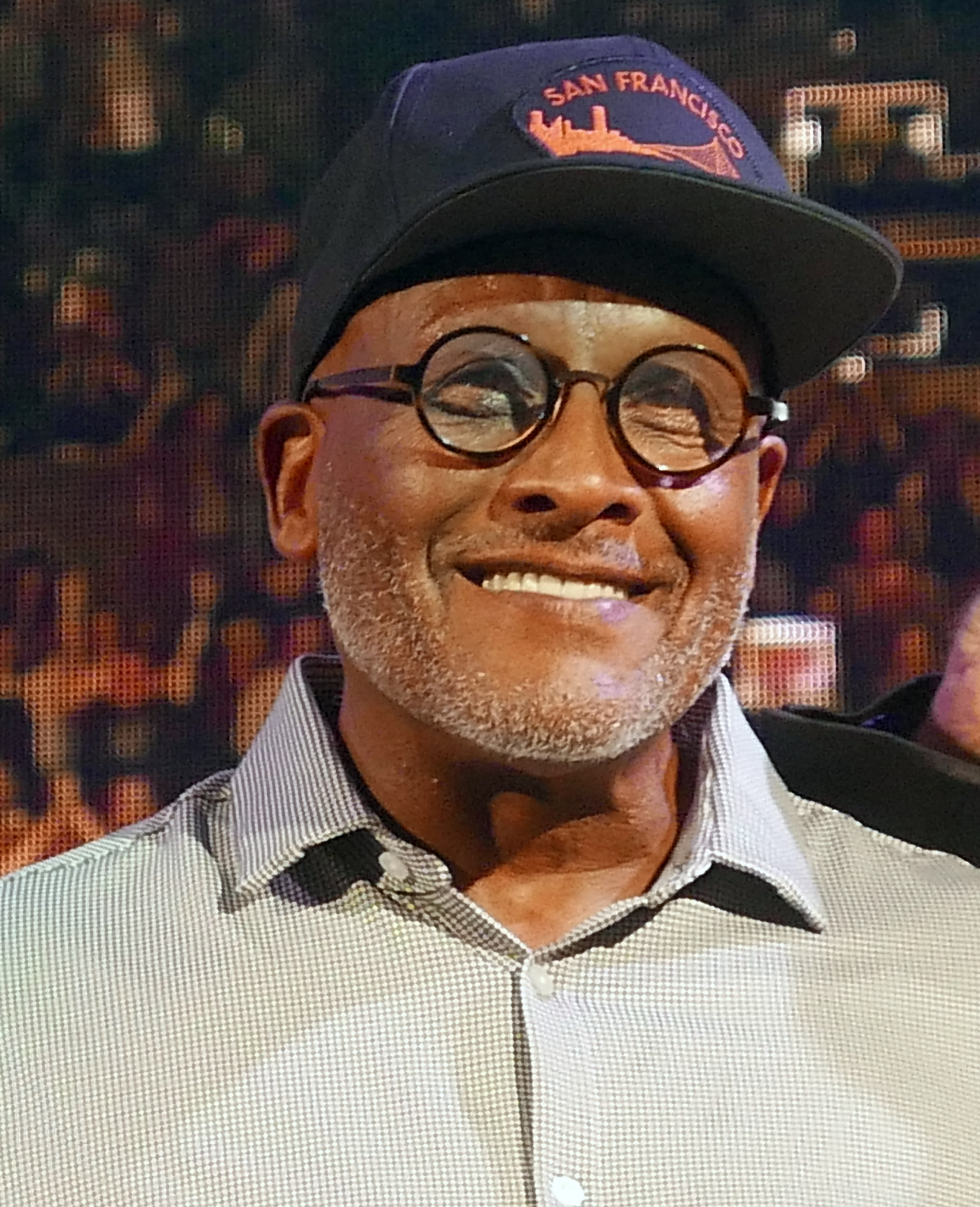
Steve Ferrone, 2017

Steve Ferrone (* 25. April 1950 in Brighton, England) ist ein britischer Schlagzeuger, der vor allem als Mitglied der Average White Band Berühmtheit erlangte und dessen Spielweise vom Motown-Soul der 1960er-Jahre beeinflusst ist.
Nach seiner Ausbildung in Frankreich wurde er nach dem Tode Robbie McIntoshs 1974 Schlagzeuger der Average White Band. Nach deren Trennung im Jahr 1982 betätigte er sich vor allem als Live-Musiker, beispielsweise für Slash, Eric Clapton, Brian Auger, Tom Petty, Duran Duran, Chaka Khan, Climie Fisher und Jaco Pastorius. 1989 wurde er bei einer Reunion erneut Mitglied der Average White Band. Er war aber auch als Studiomusiker unter anderem für Duran Durans Album Notorious aus dem Jahr 1986 tätig. Seit 1994 spielte Steve Ferrone bei Tom Petty & the Heartbreakers.
Am 15. März 2004 spielte Ferrone zusammen mit Jeff Lynne, Tom Petty & the Heartbreakers und Prince den Song While My Guitar Gently Weeps, der 1968 von George Harrison komponiert wurde. Anlass war Prince’ Aufnahme in die Rock and Roll Hall of Fame.